# Salaheddine Ben Yazide
Salaheddine Ben Yazide (* 6. Mai 2003) ist ein marokkanischer Leichtathlet, der sich auf den Hindernislauf spezialisiert hat.

## Sportliche Laufbahn
Erste internationale Erfahrungen sammelte Salaheddine Ben Yazide im Jahr 2022, als er bei den Arabischen-U20-Meisterschaften in Radès in 8:52,41 min die Goldmedaille über 3000 m Hindernis gewann. Anschließend startete er bei den Weltmeisterschaften in Eugene und schied dort mit 8:38,46 min im Vorlauf aus, ehe er bei den U20-Weltmeisterschaften in Cali in 8:40,62 min die Bronzemedaille gewann. Im Jahr darauf siegte er in 8:34,44 min bei den Arabischen U23-Meisterschaften in Radès sowie anschließend in 8:29,80 min beim Memoriál Josefa Odložila. Im Juni gewann er bei den Arabischen Meisterschaften in Marrakesch in 8:35,14 min die Silbermedaille hinter seinem Landsmann Mohammed Msaad und kurz darauf sicherte er sich bei den Panarabischen Spielen in Algier in 8:28,59 min die Bronzemedaille hinter den Algeriern Hicham Bouchicha und Bilal Tabti. Im August gewann er bei den Spielen der Frankophonie in Kinshasa in 9:03,86 min die Bronzemedaille hinter Mohamed Ismail Ibrahim aus Dschibuti und seinem Landsmann Mohamed Tindouft, ehe er bei den Weltmeisterschaften in Budapest mit 8:38,14 min im Vorlauf ausschied. 2024 belegte er bei den Afrikaspielen in Accra in 8:51,38 min den achten Platz.
2023 wurde Ben Yazide marokkanischer Meister über 3000 m Hindernis.

## Persönliche Bestleistungen
- 1500 Meter: 3:42,56 min, 22. Mai 2022 in Rabat
- 3000 m Hindernis: 8:17,49 min, 28. Mai 2023 in Rabat